# امتياز ملكي

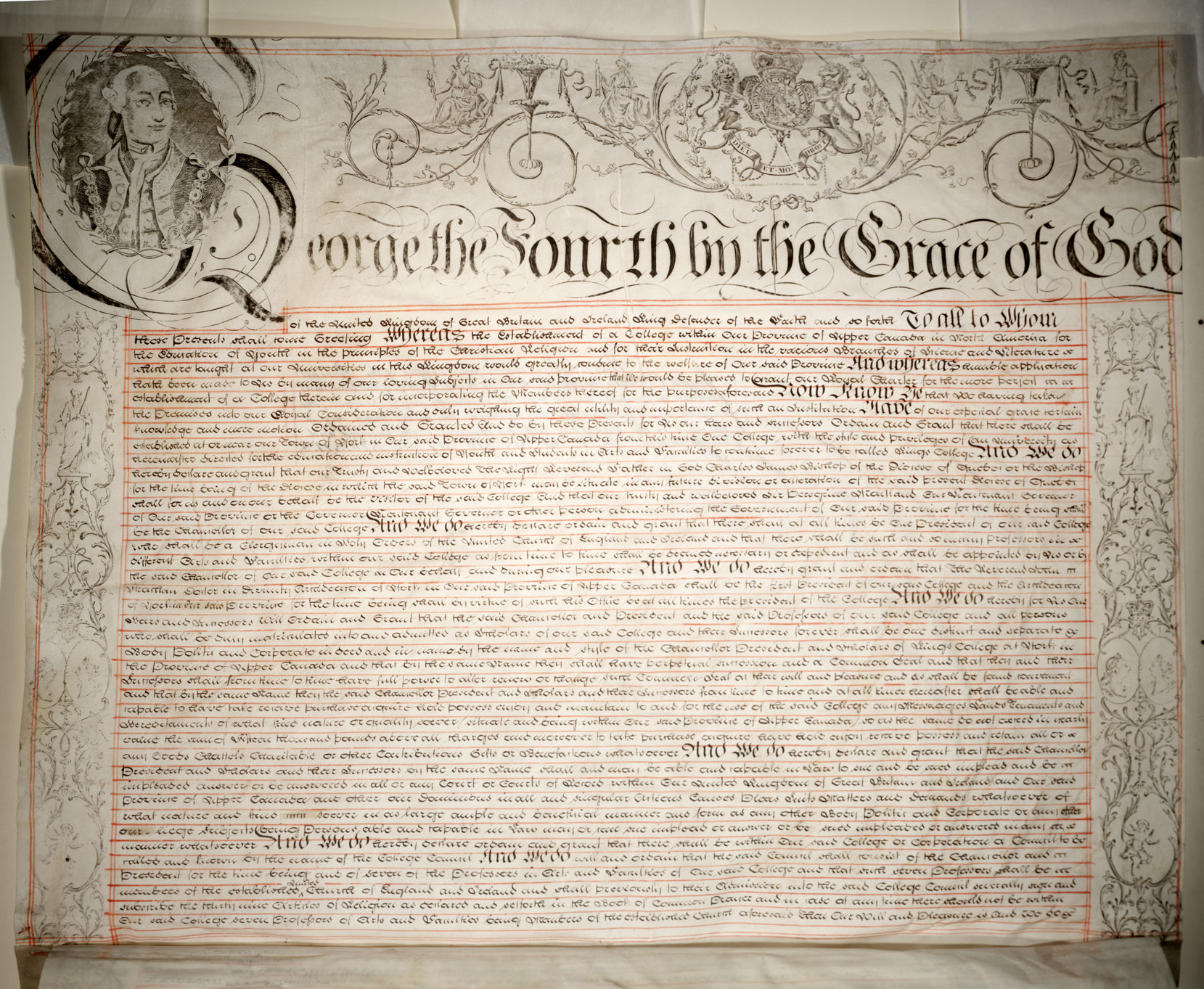
الامتياز الملكي الذي منحه الملك جورج الرابع سنة 1827 لتأسيس كلية الملك بتورنتو. الآن موجود في جامعة تورنتو

الامتياز الملكي هو منحة رسمية يصدرها الملك كبراءة تمليك بموجب امتياز التاج الذي يتمتع به. استعملت هذه الامتيازات من الناحية التاريخية بغرض إذاعة القوانين العامة. تعد الماغنا كارتا (الوثيقة العظمى) الصادرة في عام 1215 من أشهر الأمثلة على ذلك، ولكن أصبحت الامتيازات الملكية تستعمل عوضًا عن القوانين الخاصة بدءًا من القرن الرابع عشر بقصد منح الحقوق أو الصلاحيات القانونية لأفراد أو هيئات اعتبارية. كانت الامتيازات الملكية -وما زالت- تستعمل لتأسيس التنظيمات الكبرى مثل الأقاليم السكنية (من خلال الامتيازات المحلية) والجامعات والجمعيات العلمية.
يتعين تفريق الامتيازات عن أوامر التعيين الملكية ومِنح النبالة وغيرها من أشكال براءات التمليك على غرار تلك التي تعطي المنظمات حق استعمال الصفة الملكية في أسمائها أو إضفاء صفة المدينة والتي ليس لها تأثير تشريعي. أصدرت الملكية البريطانية أكثر من 1,000 وثيقة امتياز ملكي. وما تزال 750 وثيقة امتياز من مجموع هذه الوثائق قائمة حتى يومنا هذا.
كانت وثيقة الامتياز التي منحها هنري الثالث ملك إنجلترا لجامعة كامبريدج في عام 1231 أول وثيقة امتياز مسجلة في قائمة الحكومة البريطانية، وذلك على الرغم من تسجيل وجود وثائق امتياز أخرى أقدم منها ومن بينها وثيقة إنشاء شركة النساجين المبجلين في إنجلترا في عام 1150 وبلدة تاين في إسكتلندا في عام 1066. لا يزال التاج البريطاني يصدر مواثيق امتياز ومن أحدث الأمثلة على ذلك استحداث المعهد المجاز للأرغونوميا والعوامل البشرية في عام 2014.

## التطور التاريخي

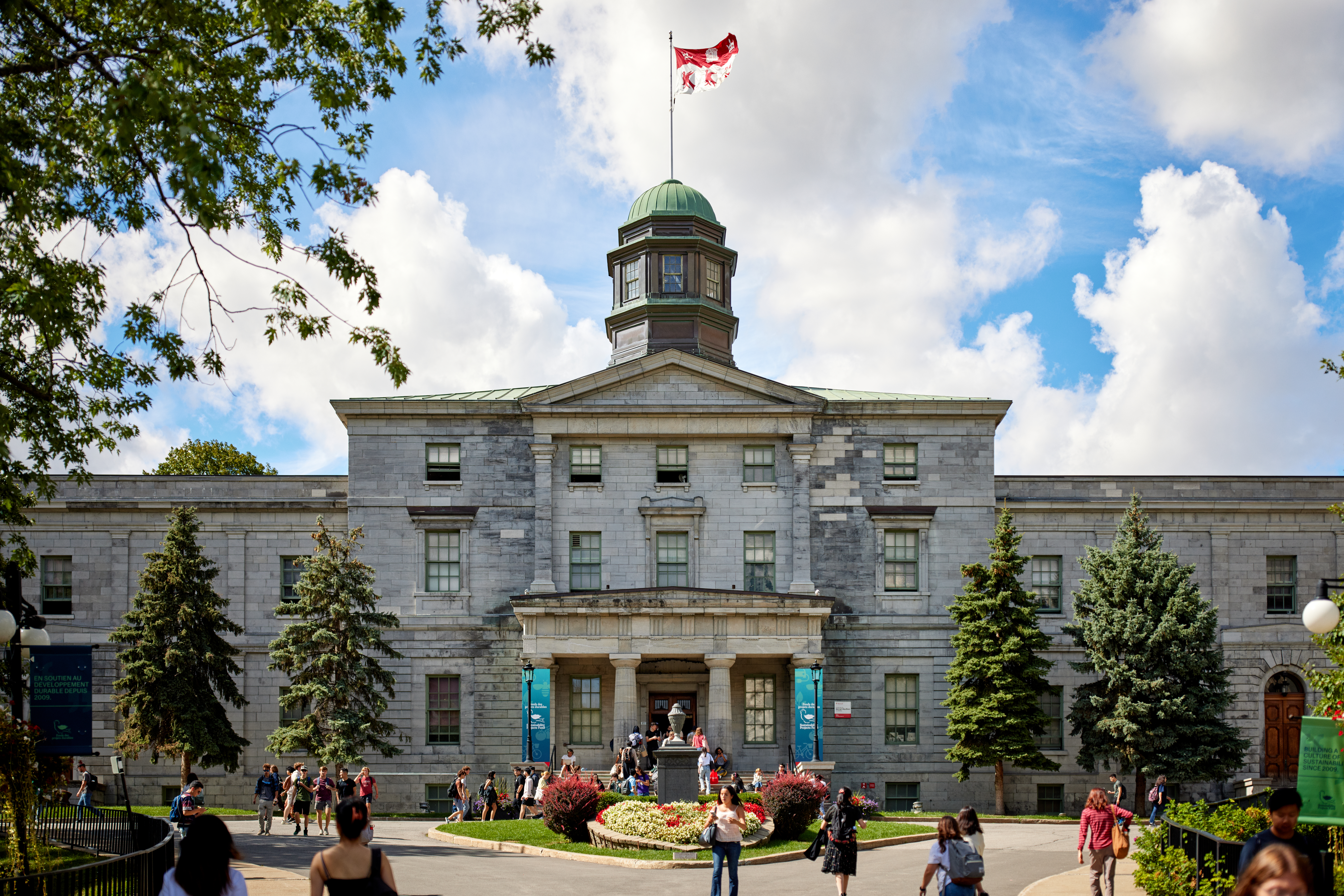
مبنى كلية الفنون، جامعة ماكجيل

### الجامعات والكليات
تأسست 13 جامعة من أصل الـ81 جامعة المتأسسة في عصر ما بعد الإصلاح في أوروبا دون الحصول على أي شكل من أشكال الامتياز بحسب ما ذكرته الموسوعة الكاثوليكية، في حين تأسست 33 جامعة من هذه الجامعات بمراسيم بابوية وتأسست 20 جامعة بمرسوم بابوي وامتياز ملكي أو إمبراطوري وتأسست 15 جامعة أخرى بامتياز إمبراطوري أو ملكي فقط. لم تحظى الجامعات المتأسسة بموجب امتياز ملكي (وليس إمبراطوري) باعتراف دولي وكانت الدرجات الممنوحة من قبل هذه الجامعات صالحة فقط ضمن المملكة.
كانت جامعة نابولي أول جامعة تتأسس بموجب ميثاق امتياز في عام 1224. إذ تأسست بموجب الامتياز الإمبراطوري الذي أصدره فريدريك الثاني. وكانت جامعة قلمرية أول جامعة تتأسس بموجب ميثاق امتياز ملكي في عام 1290. إذ تأسست بموجب الامتياز الملكي الذي أصدره دينيس ملك البرتغال والذي نال التأكيد البابوي في نفس العام. كان من أولى الجامعات الأخرى التي تأسست بموجب ميثاق امتياز ملكي كل من جامعة بربينيان (تأسست في عام 1349 ونالت التأكيد البابوي في عام 1379) وجامعة وشقة (تأسست في عام 1354 ولم تنل تأكيدًا بابويًا) واللتين أسسهما بيدرو الرابع ملك أراغون وجامعة ياغيلونيا (تأسست في عام 1364 ونالت التأكيد البابوي في نفس العام) والتي أسسها كازيمير الثالث ملك بولندا وجامعة فيينا (تأسست في عام 1365 ونالت التأكيد البابوي في نفس العام) والتي أسسها رودولف الرابع دوق النمسا وجامعة كَن (تأسست في عام 1432 ونالت التأكيد البابوي في عام 1437) والتي تأسست على يد هنري السادس ملك إنجلترا وجامعة جرندة (تأسست في عام 1446 ولم تنل تأكيدًا بابويًا) وجامعة برشلونة (تأسست في عام 1450 ونالت التأكيد البابوي في نفس العام) واللتين أسسهما ألفونسو الخامس ملك أراغون وجامعة فالانس (تأسست في عام 1452 ونالت التأكيد البابوي في عام 1459) والتي أسسها دوفان لويس (الذي أصبح لويس الحادي عشر ملك فرنسا في ما بعد) وجامعة بالما (تأسست في عام 1483 ولم تنل تأكيدًا بابويًا) والتي أسسها فرناندو الثاني ملك أراغون.

#### الجزر البريطانية
نالت كل من جامعتي كامبريدج وأكسفورد وثيقة امتياز ملكي خلال القرن الثالث عشر. غير أن هذه الامتيازات لم تعنى بالشؤون الأكاديمية أو بوضعهما كجامعتين بل بالحق الحصري الذي تمتعتا به في التعليم وصلاحيات محاكم المستشارين للفصل في المنازعات التي انخرط بها الطلبة وتحديد أسعار الإيجارات وأسعار الفائدة.
نالت جامعة كامبريدج تأكيدًا بموجب المرسوم البابوي الصادر في عام 1317 أو عام 1318، في حين لم تحصل جامعة أكسفورد على تأكيد مشابه رغم المساعي المتكررة في هذا الصدد. تأسست الجامعات الإسكتلندية الثلاث القائمة خلال عصر ما قبل الإصلاح بموجب مراسيم بابوية ألا وهي جامعة سانت أندروز في عام 1413 وجامعة غلاسكو في عام 1451 وكلية الملك في أبردين (التي أصبحت جامعة أبردين في ما بعد) في عام 1494.
أضحى تأسيس الجامعات والكليات من خلال إصدار مواثيق الامتياز الملكي المعيار القائم بعد الإصلاح الديني. تأسست جامعة إدنبرة في عام 1582 على يد الملك جيمس السادس بموجب سلطة الامتياز الملكي التي منحها إلى مجلس بلدية إدنبرة. وتأسست كلية الثالوث في دبلن من خلال ميثاق الامتياز الملكي الذي أصدرته إليزابيث الأولى (كملكة أيرلندا) في عام 1593. صدر هذان الامتيازان باللغة اللاتينية.
أعطى امتياز إدنبرة الإذن لمجلس البلدية «من أجل بناء وإصلاح ما يكفي من المنازل وأماكن الاستقبال والسكن، وتعليم أساتذة مدارس القواعد والعلوم الإنسانية واللغات والفلسفة واللاهوت والطب والقانون أو أي من الفنون الحرة التي نعلن أنها لا تنتقص من المواد سالفة الذكر بأي شكل من الأشكال» ومنحهم الحق في تعيين الأساتذة وعزلهم. ولكن تبعًا لما خلص إليه مدير جامعة إدنبرة السير ألكسندر غرانت في الذكرى المئوية الثالثة لتأسيس الجامعة فإنه «يتضح أن هذا لم يكن امتيازًا تأسيسيًا للجامعة». وبدلًا من ذلك، اقترح غرانت من خلال استشهاده بعدة أدلة أن الامتياز الباقي صدر بالأصل إلى جانب امتيازٍ ثانٍ أفضى إلى تأسيس الكلية والذي ضاع في ما بعد (ربما كان ذلك مقصودًا). كذلك كان من شأن هذا أن يفسر مصدر الصلاحية التي خولت جامعة إدنبرة من منح الدرجات الجامعية والذي استعمل منذ تأسيس الكلية.
كان الامتياز الملكي المؤسِّس لكلية الثالوث في دبلن واضحًا في إدماج الكلية وإطلاق تسمية «الجامعة الأم» عليها. وعوضًا عن إعطاء الجامعة صلاحية منح الشهادات الجامعية، ذكر الامتياز أن الطلاب «سوف يتمتعون في هذه الكلية بالحرية والقدرة على نيل درجات البكالوريوس والماجستير والدكتوراه في جميع الفنون والملكات المعرفية في الوقت المناسب». وهكذا نشأت جامعة دبلن بموجب ميثاق الامتياز باعتبارها الهيئة المانحة للدرجات الجامعية التي يحصل عليها الطلاب من كلية الثالوث.
لم تشهد الجزر البريطانية بعد ذلك إنشاء جامعات أخرى حتى القرن التاسع عشر. شهدت عشرينيات القرن التاسع عشر حصول كليتين على امتياز ملكي وهما كلية القديس ديفيد في لامبيتر في عام 1828 وكلية الملك بلندن في عام 1829. لم تحصل هاتين الكليتين على صفة جامعة أو الصلاحيات التي تخولهما من منح درجات جامعية. شهدت ثلاثينيات القرن التاسع عشر محاولة كلية لندن الجامعية نيل صفة الجامعة، فضلًا عن إنشاء جامعة دورم بموجب قانون برلماني ولكن دون إدماجها أو منحها أية صلاحيات خاصة. قاد ذلك إلى اندلاع نقاش حول الصلاحيات المنوطة بالامتيازات الملكية وما يمكن اعتباره جامعة بصريح العبارة.
دارت فحوى النقاش حول نقطتين أولهما إذا ما كانت صلاحية منح الدرجات الجامعية تتبع إنشاء الجامعة أم أن منح هذه الصلاحية يجب إتمامه بصورة صريحة، وثانيهما ما إذا كان الامتياز الملكي قادرًا على الحد من صلاحية منح الدرجات الجامعية في حال كانت هذه الصلاحية تبعية.